# Oeștii Pământeni, Argeș
Oeștii Pământeni este un sat în comuna Corbeni din județul Argeș, Muntenia, România.